# Nemanja Trifunović
Nemanja Trifunović, in serbo Немања Трифуновић? (Čačak, 29 giugno 2004), è un calciatore serbo, attaccante del Partizan.

## Carriera

### Club
Cresciuto nel settore giovanile del Partizan, ha debuttato in prima squadra il 6 agosto 2023 nell'incontro di prima divisione serba vinto 2-0 contro il Vojvodina. Ha segnato il suo primo gol in carriera in competizioni professionistiche il 25 maggio del 2024, nella partita pareggiato 2-2 contro il Radnički Kragujevac.

### Nazionale
Ha giocato con le nazionali giovanili serbe Under-18 ed Under-21.

## Statistiche

### Presenze e reti nei club
Statistiche aggiornate al 6 giugno 2025.
| Stagione        | Squadra         | Campionato      | Campionato | Campionato | Coppe nazionali | Coppe nazionali | Coppe nazionali | Coppe continentali | Coppe continentali | Coppe continentali | Altre coppe | Altre coppe | Altre coppe | Totale | Totale | Totale |
| Stagione        | Squadra         | Comp            | Pres       | Reti       | Comp            | Pres            | Reti            | Comp               | Pres               | Reti               | Comp        | Pres        | Reti        | Pres   | Reti   |        |
| --------------- | --------------- | --------------- | ---------- | ---------- | --------------- | --------------- | --------------- | ------------------ | ------------------ | ------------------ | ----------- | ----------- | ----------- | ------ | ------ | ------ |
| 2023-2024       | Partizan        | SL              | 14         | 1          | CS              | 2               | 0               | UECL               | 2                  | 0                  | -           | -           | -           | 18     | 1      |        |
| 2024-2025       | Partizan        | SL              | 19         | 1          | CS              | 1               | 0               | UCL+UEL            | 2+1                | 0                  | -           | -           | -           | 23     | 1      |        |
| Totale carriera | Totale carriera | Totale carriera | 33         | 2          |                 | 3               | 0               |                    | 5                  | 0                  |             | -           | -           | 41     | 2      |        |